# Rypiany
Rypiany (ukr. Ріп'яна) – wieś na Ukrainie, w obwodzie lwowskim, w rejonie samborskim (do 2020 roku w rejonie starosamborskim). Miejscowość liczy około 649 mieszkańców. Leży nad rzeką Rypianką. Jest siedzibą silskiej rady. Pierwsza wzmianka o wsi pochodzi z 1527. Wieś należała do ekonomii samborskiej.
W 1921 liczyły około 822 mieszkańców. Przed II wojną światową w granicach Polski, wchodziła w skład powiatu turczańskiego. W nocy z 19 na 20 października 1943 nacjonaliści ukraińscy z OUN-UPA zamordowali tutaj 6 Polaków.

## Ważniejsze obiekty
- Cerkiew greckokatolicka – stara cerkiew, która spłonęła przed 1873
- Cerkiew św. Michała Archanioła w Rypianach – cerkiew greckokatolicka z 1873